# 반도 하치헤이시
반도 하치헤이시(일본어: 坂東八平氏)는 일본 헤이안 시대 중기에 반도(坂東)라 불리던 간토 지방에 내려와 무가(武家)가 된 간무 헤이시(桓武平氏) 계통의 다이라노 요시부미(平良文)을 시조로 하는 여러 씨족들의 총칭이다. 크게 여덟 개의 씨족으로 이루어져 있었으므로 '하치헤이시'(八平氏)라고 불리며, 무사시 주변에서 유력 무사단을 이끌었던 대표격 가문이다.

## 개요
쇼타이(昌泰) 원년(898년)에 다이라노 다카모치(平高望)가 당시로써는 요임 고쿠시(遥任国司), 즉 관직 임명만 받고 실제 현지에는 부임하지 않는 것이 일상적이었던 가즈사노스케(上総介)로 임명되어, 아들 구니카(国香) · 요시카네(良兼) · 요시마사(良将)를 데리고 부임지로 내려갔고, 가즈사를 바탕으로 구니카는 히타치노다이죠(常陸大掾)가 되고(다이죠 씨의 시작), 요시마사는 진주후쇼군(鎮守府将軍)을 맡는 등, 히타치나 시모우사 등에도 세력을 넓혀서 반도 지역에 무사단을 형성했고, 훗날 다이라노 마사카도(平将門)나 다이라노 기요모리(平清盛)까지 배출하는 무가 헤이시의 기초를 다지게 된다. 다이죠 씨와 그 일문이 이에 해당한다. 그 밖에도 구마가이 씨(熊谷氏)를 중심으로 한 무사시 헤이시(武蔵平氏)나, 이즈(伊豆)의 토호 · 호조씨(北条氏)를 섬겼던 이즈 헤이시(나가사키 씨) 등이 있다.
이어서 다카모치의 측실 소생인 다이라노 요시부미도 내려와서 그 자손이 반도 각지에 흩어져 그 재지 세력으로써 뿌리를 내렸고, 훗날 가즈사(上総) ・지바(千葉)・소마(相馬)・미우라(三浦)・가지와라(梶原)・지치부(秩父)・하타케야마(畠山) 등의 무가가 되었다. 반도 헤이시 안에서도 특히 이 요시후미류를 가리켜 일본 학계에서는 반도 하치헤이시라고 부르고 있다.
숫자 '8'을 써서 '하치헤이시'(八平氏)라고 부르기는 하지만 시대에 따라 우세했던 씨족들이 항상 바뀌었으므로 '하치'(8)이라는 숫자 안에 어떤 씨족을 꼽을 수 있는가에 대해서는 시대별로 다양하다. 일반적으로는 지바 ・ 가즈사 ・ 미우라 ・ 도이(土肥) ・ 지치부 ・ 오오바(大庭) ・ 가지와라 ・ 나가오(長尾) 이렇게 여덟 집안을 많이 거론하곤 한다. 또한 무로마치 시대에 번성한 여덟 씨족, 이른바 간토 하치야카타(関東八屋形)와 반도 하치헤이시는 서로 무관하며, 양자 모두 공통적으로 이름이 거론되는 것은 지바 씨뿐이다.
간무 헤이시는 일본의 친왕임국(親王任国) 제도 아래서 친왕(왕자) 대신 실무를 맡아 보는 친왕의 혈족 · 하급 귀족으로서 활동하며 반도뿐만 아니라 일본 전국에서 유력 재청관인(在庁官人, 향리)이 되었으며, 동시에 무가로서 현지에 세력을 가진 군사귀족 (무가귀족)으로서의 일면도 아울러 가지게 된다. 나중에 겐지와 헤이시가 일본에서 무가의 양대 명문이 된 데서도 알 수 있듯이, 그러한 '혈통'의 고귀함과 '귀족'이라는 지위를 두루 갖추고 있다는 점에서 다이라 씨는 일본의 여느 무가 중에서도 격이 다른 존재였다. 다만 다이라노 마사카도의 경우처럼 일본 도고쿠에서 무가 다이라 씨는, 같은 천황의 혈족으로써 신적강하하여 무가가 되고 급기야는 무사들이 주축이 되는 무사정권인 막부를 세우기까지 하는 세이와 겐지(清和源氏) 일문이나 무가 성립 이전부터 존재하며 중앙 권력을 장악한 유서깊은 중앙 귀족이기도 했던 후지와라 북가(藤原北家) 일문에 공순하여 그 노토(가신)가 되거나, 혹은 중앙 권력에 저항하다 추토당하기도 하는 등, 중앙 권력을 장악하거나 무사들을 규합하여 막부를 세우는 데까지는 이르지 않았지만, 훗날 반도 헤이시의 서류(庶流) 계통인 이세 헤이시(伊勢平氏)가 세력을 키우고 다이라노 기요모리의 대에는 사이고쿠(西國) 즉 일본 서부 지역을 기반으로 중앙 정권을 좌지우지하기에 이르면서 헤이케(平家)라고 불리게 된다.
겐페이 쟁란에서는 헤이케와 대치한 미나모토노 요리토모(源頼朝)와 초기에는 적대하는 씨족이 많았지만, 항쟁을 거치면서, 사가미 · 이즈 · 무사시 등의 반도 하치헤이시들이 많이 참가해, 지바 쓰네타네(千葉常胤), 미우라 요시아키(三浦義明), 하타케야마 시게타다(畠山重忠), 에도 시게나가(江戸重長), 가지와라노 가게토키(梶原景時) 등이 각지를 돌며 전투를 벌여, 요리토모가 개창한 가마쿠라 막부(鎌倉幕府)의 창설에 힘을 보탰고, 그 공적으로 고케닌(御家人)으로서의 지위를 확립한다.
다이라노 요시부미를 시조로 하는 반도 하치헤이시는 다다요리(忠頼)의 아들 마사쓰네(将恒, 생모는 다이라노 마사카도의 딸이다)를 시조로 하는 지치부 씨(秩父氏)와 그로부터 파생되어 생성된 지치부 헤이시(하타케야마 · 가와고에 · 도요시마 · 가사이・ 에도 ・ 오야마다 등), 다다쓰네를 시조로 하는 가즈사 씨와 지바 씨의 계파는 보소 헤이시(소마 등), 사가미 전역에 번성한 가마쿠라 씨(鎌倉氏)를 중심으로 하는 사가미 헤이시(나카무라, 도이, 미우라, 가마쿠라, 나가오, 오오바, 가지와라)로 이루어진다.

## 참고문헌
- 오타 료 「성씨가계대사전 제2권」(가도카와 서점, 1963년) ISBN 4-04-030220-6

## 같이 보기
- 헤이시
- 무사시 시치도